# Estrela de Vendas Novas
El Estrela de Vendas Novas es un equipo de fútbol de Portugal que juega en la Liga Regional de Evora, la quinta categoría de fútbol en el país.

## Historia
Fue fundado en el año 1920 en la ciudad de Vendas Novas en el distrito de Évora donde han pasado por las divisiones regionales principalmente,  aunque llegaron a jugar en cinco temporadas en la desaparecida Segunda División de Portugal y 42 en la también desaparecida Tercera División de Portugal. La institución también cuenta con secciones deportivas en atletismo y baloncesto.
El club estuvo varios años inactivo hasta que reanudó operaciones en la temporada 2014/15, logrando ascensos consecutivos que lo llevaron a jugar en el Campeonato de Portugal para la temporada 2017/18.

## Palmarés
- Tercera División de Portugal: 2

2005/06, 2010/11
- Liga Regional de Évora: 3

2009/10, 2016/17, 2023/24